# سیارک ۱۸۰۰۴
سیارک ۱۸۰۰۴ (به انگلیسی: 18004 Krystosek، نامگذاری:1999JD86) هجده هزار و چهارمین سیارک کشف شده‌است که در ۱۲ مه ۱۹۹۹ کشف شد.
قدر مطلق سیارک برابر ۱۲.۳ است.